# Saint-Germain-de-Coulamer
Saint-Germain-de-Coulamer és un municipi francès situat al departament de Mayenne i a la regió de País del Loira. L'any 2007 tenia 400 habitants.

## Demografia

### Població
El 2007 la població de fet de Saint-Germain-de-Coulamer era de 400 persones. Hi havia 172 famílies de les quals 48 eren unipersonals (16 homes vivint sols i 32 dones vivint soles), 68 parelles sense fills, 48 parelles amb fills i 8 famílies monoparentals amb fills.
La població ha evolucionat segons el següent gràfic:
Habitants censats

### Habitatges
El 2007 hi havia 287 habitatges, 173 eren l'habitatge principal de la família, 62 eren segones residències i 52 estaven desocupats. 283 eren cases i 1 era un apartament. Dels 173 habitatges principals, 136 estaven ocupats pels seus propietaris, 33 estaven llogats i ocupats pels llogaters i 4 estaven cedits a títol gratuït; 2 tenien una cambra, 12 en tenien dues, 41 en tenien tres, 50 en tenien quatre i 68 en tenien cinc o més. 138 habitatges disposaven pel capbaix d'una plaça de pàrquing. A 81 habitatges hi havia un automòbil i a 73 n'hi havia dos o més.

### Piràmide de població
La piràmide de població per edats i sexe el 2009 era:
| Homes | Edats   | Dones |
| ----- | ------- | ----- |
| 0     | 95 o +  | 4     |
| 0     | 90 a 94 | 0     |
| 8     | 85 a 89 | 8     |
| 0     | 80 a 84 | 0     |
| 16    | 75 a 79 | 8     |
| 20    | 70 a 74 | 24    |
| 4     | 65 a 69 | 16    |
| 12    | 60 a 64 | 32    |
| 12    | 55 a 59 | 4     |
| 4     | 50 a 54 | 8     |
| 4     | 45 a 49 | 20    |
| 24    | 40 a 44 | 0     |
| 16    | 35 a 39 | 12    |
| 16    | 30 a 34 | 20    |
| 8     | 25 a 29 | 4     |
| 4     | 20 a 24 | 0     |
| 8     | 15 a 19 | 12    |
| 8     | 10 a 14 | 8     |
| 12    | 5 a 9   | 8     |
| 12    | 0 a 4   | 4     |

## Economia
El 2007 la població en edat de treballar era de 224 persones, 159 eren actives i 65 eren inactives. De les 159 persones actives 151 estaven ocupades (84 homes i 67 dones) i 8 estaven aturades (3 homes i 5 dones). De les 65 persones inactives 23 estaven jubilades, 18 estaven estudiant i 24 estaven classificades com a «altres inactius».

### Ingressos
El 2009 a Saint-Germain-de-Coulamer hi havia 178 unitats fiscals que integraven 407 persones, la mediana anual d'ingressos fiscals per persona era de 13.517 €.

### Activitats econòmiques
Dels 12 establiments que hi havia el 2007, 1 era d'una empresa de fabricació de material elèctric, 4 d'empreses de construcció, 3 d'empreses de comerç i reparació d'automòbils, 1 d'una empresa de transport, 1 d'una empresa d'hostatgeria i restauració, 1 d'una empresa immobiliària i 1 d'una empresa de serveis.
Dels 5 establiments de servei als particulars que hi havia el 2009, 1 era un taller de reparació d'automòbils i de material agrícola, 2 paletes, 1 fusteria i 1 electricista.
L'any 2000 a Saint-Germain-de-Coulamer hi havia 36 explotacions agrícoles que ocupaven un total de 1.392 hectàrees.

## Equipaments sanitaris i escolars
El 2009 hi havia una escola elemental.

## Poblacions més properes
El següent diagrama mostra les poblacions més properes.